# Jadwiga Pawlak
Jadwiga Pawlak z domu Miecznikowska (ur. 21 września 1921 w Zgierzu, zm. 16 kwietnia 2005 w Gdańsku) – polska lekarka stomatolog, specjalistka stomatologii dziecięcej, profesor Akademii Medycznej w Gdańsku.

## Życiorys
Był uczennicą szkół w rodzinnym Zgierzu, w 1939 ukończyła tamtejsze gimnazjum i liceum matematyczno-fizyczne. Po wojnie przez trzy lata mieszkała w Koszalinie (w 1945 wyszła za mąż za Jana Pawlaka), w 1948 przeniosła się do Gdańska. W tym samym roku podjęła studia na Wydziale Stomatologicznym miejscowej Akademii Medycznej, uzyskując dyplom lekarza dentysty w 1952. Po krótkim okresie pracy w Specjalistycznej Przychodni Stomatologicznej w Gdańsku powróciła we wrześniu 1953 na Akademię Medyczną jako młodszy asystent w Zakładzie Stomatologii Zachowawczej. Pracowała pod kierunkiem dr Kseni Lutomskiej. W ciągu kilkunastu lat otrzymywała awanse na asystenta i starszego asystenta. W styczniu 1966 obroniła rozprawę doktorską Współzależność między niektórymi składnikami pożywienia a stanem uzębienia u dzieci i zwierząt doświadczalnych, przygotowaną pod opieką naukową Kseni Lutomskiej. W sierpniu 1966 została adiunktem, w 1970 starszym wykładowcą.
W 1970, wraz z odejściem prof. Lutomskiej na emeryturę, Jadwiga Pawlak została kierownikiem Zakładu Stomatologii Zachowawczej Instytutu Stomatologii Akademii Medycznej w Gdańsku. Od października 1973 kierowała wyodrębnionym z Zakładu Stomatologii Zachowawczej Zakładem Stomatologii Dziecięcej, w ramach którego prowadzono prace kliniczne i epidemiologiczne, badania doświadczalne i zajęcia dydaktyczne w zakresie stomatologii dziecięcej oraz paradontologii i schorzeń błony śluzowej jamy ustnej. W 1974 uzyskała specjalizację ze stomatologii zachowawczej i stomatologii dziecięcej, a 15 maja 1975 otrzymała stopień doktora habilitowanego po przedstawieniu pracy Próba oceny szkodliwości dwuchlorodwufenylotrójchloroetanu (DDT) dla błony śluzowej oraz przyzębia, przygotowanej po wieloletnich stomatologicznych badaniach doświadczalnych na chomikach złocistych i szczurach. Od 1976 była docentem, od listopada 1982 nosiła tytuł naukowy profesora nadzwyczajnego, od lutego 1983 zajmowała stanowisko profesora Akademii Medycznej w Gdańsku. Pełniła też na uczelni funkcje administracyjne: kierownika Oddziału Stomatologicznego (1978–1981) i zastępcy dyrektora Instytutu Stomatologii (1975–1978). Jednocześnie cały czas pozostawała kierownikiem Zakładu Stomatologii Dziecięcej, ponadto pracę na uczelni łączyła z praktyką w Przychodni Stomatologicznej Państwowego Szpitala Klinicznego nr 1 w Gdańsku. We wrześniu 1992 przeszła na emeryturę.
Zainteresowania naukowe Jadwigi Pawlak obejmowały epidemiologię chorób jamy ustnej, stomatologię przemysłową, profilaktykę i leczenie próchnicy zębów oraz chorób przyzębia i błony śluzowej jamy ustnej. Zajmowała się też optymalizacją opieki dentystycznej dzieci i młodzieży. Kierowała pionierskimi pracami doświadczalnymi dotyczącymi wpływu fluoru i diety na rozwój narządu zębowego, przyzębia i kości długich szczura; badania te "Czasopismo Stomatologiczne" wyróżniło nagrodą im. Antoniego Cieszyńskiego. Łącznie Jadwiga Pawlak ogłosiła (jako autorka lub współautorka) około 50 prac naukowych, wypromowała dwóch doktorów (1979, 1993), opiekowała się jedną rozprawą habilitacyjną, recenzowała pięć prac doktorskich i jedną pracę habilitacyjną. Cieszyła się opinią dobrego i zaangażowanego dydaktyka. Sprawowała opiekę nad studenckim kołem naukowym oraz szeregiem obozów naukowych. Prowadziła też kilkadziesiąt kursów na potrzeby Centrum Medycznego Kształcenia Podyplomowego. Była wieloletnim redaktorem "Gdańskiego Biuletynu Stomatologicznego" (1974–1988) i "Gdańskiej Stomatologii".
W latach 1975–1989 pełniła funkcję wojewódzkiego specjalisty ds. stomatologii w Słupsku. Od 1953 należała do Polskiego Towarzystwa Stomatologicznego, działała w Oddziale Gdańskim Stowarzyszenia oraz ogólnopolskich sekcjach specjalistycznych; w 1975 otrzymała złotą odznakę honorową Stowarzyszenia, a w 1995 nadano jej godność członka honorowego. Brała udział w pracach Międzynarodowego Towarzystwa Stomatologii Dziecięcej i Sekcji Polskiej Akademii Pierre Faucharda. Z innych wyróżnień i odznaczeń Jadwigi Pawlak wymienić należy Złoty Krzyż Zasługi (1974), Krzyż Kawalerski Orderu Odrodzenia Polski (1983), Medal Komisji Edukacji Narodowej (1978), Medal 40-lecia Polski Ludowej (1985), odznaki "Za wzorową pracę w służbie zdrowia" i "Za zasługi dla województwa słupskiego", medale pamiątkowe 30-lecia i 40-lecia Akademii Medycznej w Gdańsku oraz medal "Zasłużonemu Akademii Medycznej w Gdańsku". Otrzymała też 14-krotnie nagrodę rektora.

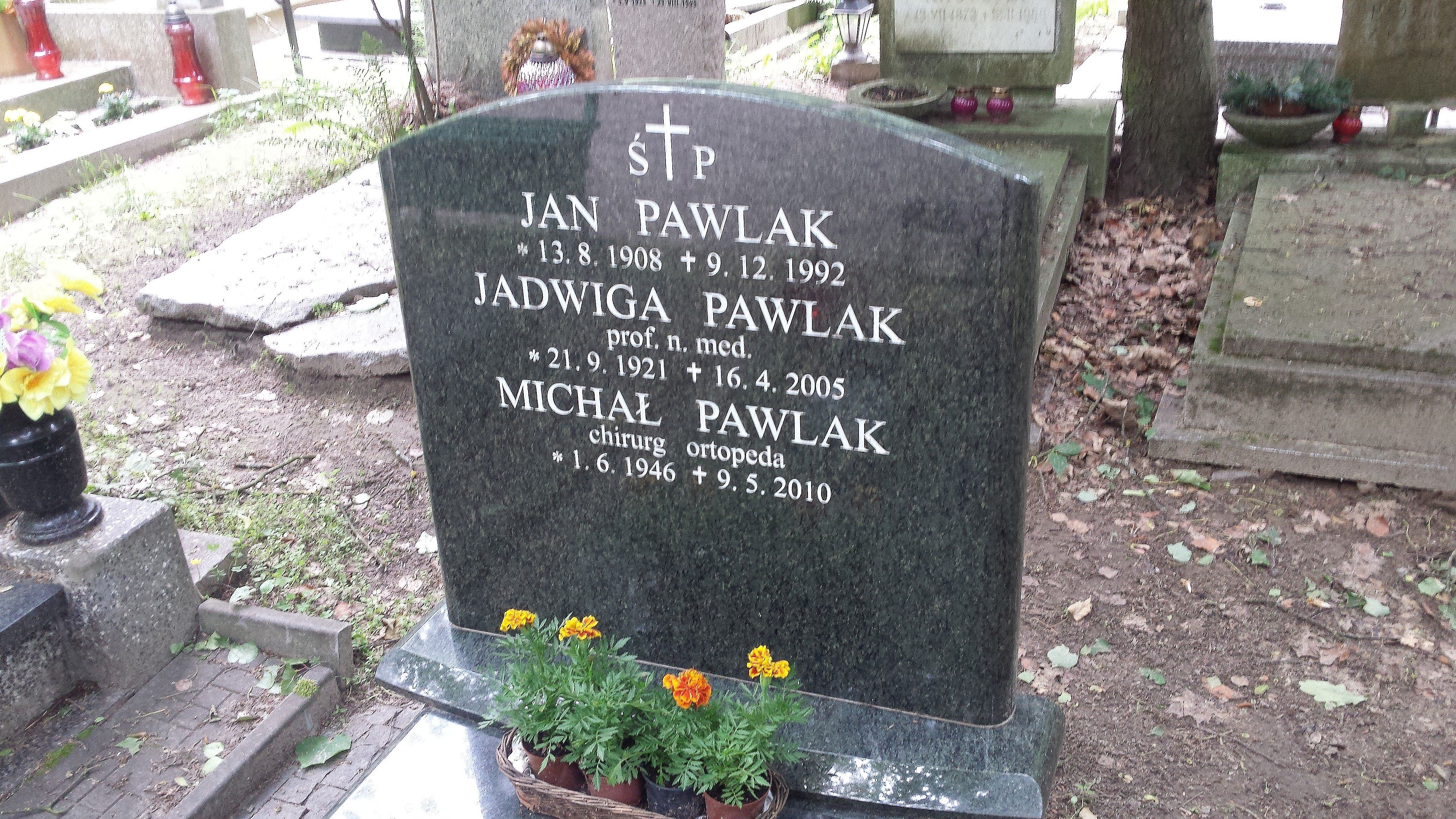
Grób Jadwigi Pawlak na Cmentarzu Srebrzysko

Zmarła 16 kwietnia 2005 w Gdańsku, pochowana została tamże na cmentarzu Srebrzysko (rejon IX, taras III wojskowy, rząd 5).